# سید کریم معصومی
سید کریم معصومی نمایندهٔ شهرستان‌های فومن و شفت در دوره دوازدهم مجلس شورای اسلامی است. وی با کسب ۲۲٬۰۵۵ رأی برگزیده شد.